# Svetlana Beriosova
Svetlana Beriosova   (Kaunas, 24 de setembre de 1932 - Londres, 10 de novembre de 1998) també es pot escriure Beriozova o Beryozova, va ser una prima ballarina lituana-britànica que va ballar amb "The Royal Ballet" durant més de 20 anys.

## Biografia
Beriosova va néixer a Kaunas, Lituània, filla de Nicolas Beriosoff (o Nicolas Beriozoff; 1906–1996), un mestre de ballet lituà. Entre els seus alumnes hi havia Rudolf Nureyev, Mikhail Baryshnikov i Alicia Markova; va fundar l'Escola de Ballet de l'Òpera de Zuric. Beriosoff era d'origen ètnic rus i va emigrar a Anglaterra. Beriosova va arribar als Estats Units el 1940, on va estudiar ballet. La seva mare va morir a Nova York quan ella tenia 10 anys. Nicolas Beriosoff —anomenat “Poppa”— es va casar aleshores amb una encarregada de vestuari de la seva companyia de dansa; després del seu divorci, es va casar amb una cirurgiana italiana, i després d'un altre divorci es va casar amb la meitat alemanya Doris Catana, de la mateixa edat que la seva filla, que dirigia una escola de ballet a Zuric.
La Beriosova es va casar amb el psicoanalista Masud Khan el 23 de gener de 1959 i es van divorciar el 1974 després de 15 anys. Va ser amiga íntima de l'actriu/cantant Julie Andrews, i va ser la padrina de la filla del dissenyador i director de teatre de Tony Walton, Emma Walton Hamilton, Nathalie Ghent, la filla de Harold Morris, Nadia Ghent, i de Dimitri Kullmann. Beriosova va morir a causa d'un càncer, de 66 anys, a Kensington, Londres, el 1998.
Beriosova va fer el seu debut professional el 1947 amb "Neta Toumine's Ottawa Ballet". El 1952, després d'haver aparegut amb diverses grans empreses, entre les quals el Grand Ballet de Montecarlo i el Ballet Metropolità, es va incorporar al Ballet Sadler's Wells, on es va convertir en primera ballarina el 1955. Entre els seus papers principals hi havia Swanilda a Coppélia, cosa que li va permetre mostrar el seu talent còmic poques vegades usat. Va ser més coneguda pel seu estil clàssic eloqüent i elegant, que es va destacar en els nombrosos papers que va crear, com la princesa Belle Rose en The Prince of the Pagodas (1957) de John Cranko, la fada de Le Baiser de la fée de Kenneth MacMillan, (El petó de les fades, 1960) i Lady Elgar a les variacions enigma de Frederick Ashton (1968). També va ballar papers clàssics tradicionals com Odette/Odile a El llac dels cignes, Aurora a La Bella Dorment i el paper titular a Giselle.
A més de ballar tot el repertori clàssic, Beriosova va crear el paper principal en diversos ballets moderns, sobretot el paper principal a Antígona de Cranko (1959). En una de les seves parts modernes més inusuals, el paper principal de Persèfone d'Ashton (1961), va recitar la poesia d'André Gide en francès, a més de ballar amb la música d'Ígor Stravinski.
Plagada de malalties i ferides, Beriosova va actuar molt poc els anys 70. Es va retirar el 1975 però va continuar formant joves ballarins. Quan es va retirar de la dansa, es va convertir en una professora popular i entrenadora de ballarins, treballant en escenaris públics als passos, notes i esqueixos de Maina Gielgud el 1978 i el 1980.